# Maggie Lau
Maggie Lau (chino tradicional: 刘思惠, Hong Kong) es una actriz y cantante china, originaria de Hong Kong. Ella es conocida por haber protagonizado en el cine de Hong Kong como en la película "New Police Story" y "El efecto de los gemelos", también ha interpretado un personaje secundario en la película "El Mito", junto a Jackie Chan y la actriz coreana Kim Hee Seon.
Lau también inició una breve carrera musical en 2002 cuando lanzó un álbum con el grupo femenino 3T, integradas aquella vez por Yumiko Cheng y Mandy Chiang. En 2004 cantó a dúo junto con banda llamada Boy'z, Girls y también ha participado en un video musical.